# Cementiri Hajongard de Cluj-Napoca

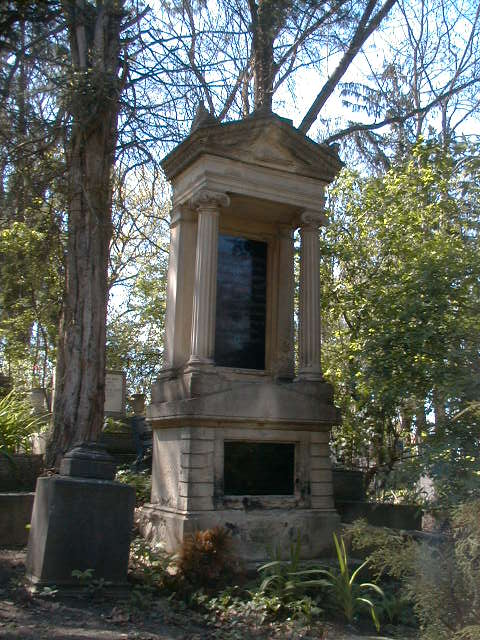
La tomba de l'escriptor Miklós Jósika

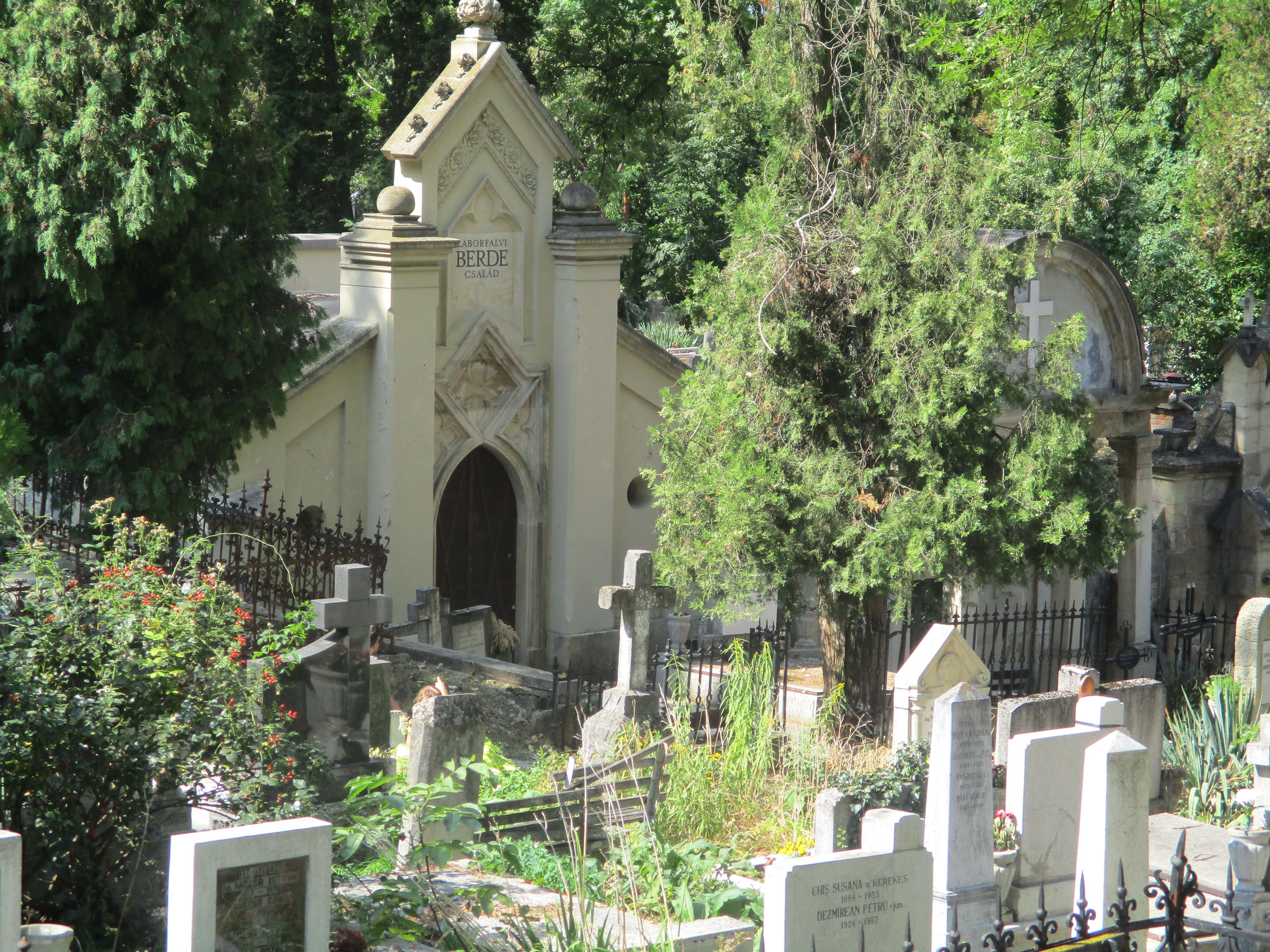
Cementiri de Hajongard

El cementiri Hajongard de Cluj-Napoca (en hongarès Házsongárdi temető) es troba a l'antic carrer de la Carnisseria, actualment str. Avram Iancu. És un dels cementiris més antics de Cluj-Napoca i va ser fundat al segle xvi com un cementiri de petites dimensions del cementiri a voltant de l'Església de Sant Miquel al centre de la ciutat (cementiri central).
És un dels atractius turístics més interessants de la ciutat, en estar classificat com a monument històric a la llista de monuments històrics des de 2015, amb el codi CJ-IV-sB-07839. Cobreix una superfície d'aproximadament 14 hectàrees.

## Etimologia
El nom del cementiri prové de l'antic nom alemany de la zona al lloc de l'actual cementiri, és a dir, Hasengarten (traduït com a "Jardí del conill"). Un altre nom semblant - Hasinschart - està testimoniat a Cluj l'any 1373. Tanmateix, la primera atestació com a tal del turó Hajongard, situat al sud de la fortalesa medieval de Cluj, data de 1503, en un document testamentari, escrit en llatí. El lingüista hongarès Attila Szabó considera, però, que el nom del turó i del cementiri vindria, més aviat, d'un altre topònim alemany - Haselgarten, que vol dir jardí d'avellaners.

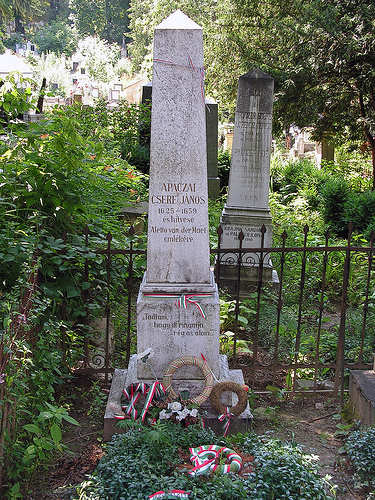
Monument funerari de János Apáczai Csere.

## Història
La decisió de situar-hi un cementiri va ser presa per les autoritats després de l'epidèmia de pesta de 1585. El cementiri va ser ampliat diverses vegades, al segle XVII es va establir el cementiri luterà, que s'ampliarà cada cop més, al segle xviii, per la substancial donació del comandant militar de la ciutat l'any 1739, el coronel John Fabritius de Gladis (1676 - 1750), i el 1840 amb l'ampliació de l'antic cementiri jueu. L'any 1885 es va arranjar el cementiri, es van traslladar moltes pedres antigues del seu lloc, es van designar les parcel·les i es van plantar arbres. A finals del segle xix, el cementiri es va ampliar cap al sud, inaugurant-se l'any 1892 el nou cementiri jueu i el cementiri dels soldats.
La làpida més antiga data de 1599 i es troba a la part luterana del cementiri.